# Prudence on Broadway
Prudence on Broadway er en amerikansk stumfilm fra 1919 af Frank Borzage.

## Medvirkende
- Olive Thomas som Prudence
- Francis McDonald som Grayson Mills
- Harvey Clark som John Melbourne
- J.P. Wild som John Ogilvie
- Alberta Lee